# Pogórze Pokuckie
Pogórze Pokuckie – pogórze wschodniokarpackie, znajdujące się w obwodzie iwanofrankowskim Ukrainy.
Średnia wysokość pogórza to 700–800 m n.p.m., maksymalnie do 1000 m n.p.m. Rozciąga się na długości około 30 km, od górnego biegu rzeku Liuczki do doliny Czeremoszu.